# Maya Tskitishvili
Maya Tskitishvili (en georgiano: მაია ცქიტიშვილი; (Tiflis, 2 de junio de 1974) es una economista y política georgiana actual vice primera ministra y ministra de Desarrollo Regional e Infraestructura nombrada el 30 de marzo de 2018 en el gabinete de Mamuka Bakhtadze .

## Trayectoria
Nacida en Tiflis, entonces la Georgia soviética, se licenció en Economía Internacional por la Universidad Estatal de Tbilisi y estudió Comercio Internacional en la Universidad de Economía de Praga y en la Escuela de Negocios del Cáucaso. Tskitishvili trabajó como gerente y directora en varias empresas del sector privado, como Georgian Airways y también fue Jefa de la Cancillería del Gobierno hasta su nombramiento como ministra.